# Alan Lampkin
Alan Lampkin   (Silsden, West Yorkshire, 7 d'abril de 1944), conegut familiarment com a Sid, és un ex-pilot de motociclisme anglès. Amb la BSA 250 cc va guanyar els Sis Dies d'Escòcia de Trial el 1966 (darrera victòria d'una moto de quatre temps britànica en aquesta prova) i l'edició del mateix any del Scott Trial, entre altres victòries destacables. A finals de la dècada del 1960 fitxà per Bultaco i fou un dels competidors destacats del Campionat d'Europa de trial.
Actualment, Alan Lampkin dirigeix l'empresa familiar A A Lampkin Engineering (fundada per son pare Arthur el 1946) juntament amb els seus nebots David i Stephen Lampkin, fills del seu germà Arthur.

## Família famosa
Junt amb el seu germà gran Arthur durant els anys 60 fou pilot oficial de proves de les motocicletes BSA, i amb elles tots dos obtingueren èxits en motocròs, trial i enduro guanyant-ne gairebé totes les curses importants. Gràcies als seus triomfs van ser promocionats per la BBC com a model d'esportistes a imitar, i això els va fer molt populars durant anys.
El seu germà petit Martin va seguir el seu exemple i fou Campió del Món de trial. El fill d'aquest i, per tant, nebot d'Alan, Dougie Lampkin, és qui més Campionats del Món d'aquest esport ha guanyat mai després de Toni Bou.
Un altre nebot seu, John Lampkin (fill d'Arthur), també va destacar en les competicions de trial durant els anys 80.

## Palmarès en trial
| 1966 | BSA     | -   | 5è  | • 1r als SSDT • 1r al Scott Trial |  |  |  |
|      |         |     |     |                                   |  |  |  |
| 1970 | Bultaco | -   | 17è |                                   |  |  |  |
| 1971 | Bultaco | 10è | 5è  |                                   |  |  |  |
| 1972 | Bultaco | 21è | 4t  |                                   |  |  |  |
| 1973 | Bultaco | -   | 4t  |                                   |  |  |  |
| 1974 | Bultaco | 10è | 6è  |                                   |  |  |  |
| 1975 | Bultaco | 9è  | 8è  |                                   |  |  |  |
| 1976 | Bultaco | 11è | 9è  |                                   |  |  |  |
| 1977 | Bultaco | 26è | 10è |                                   |  |  |  |
| 1978 | Bultaco | -   | 10è |                                   |  |  |  |
| 1979 | Bultaco | -   | 20è |                                   |  |  |  |

1. 1 2  Fins al 1967 el campionat s'anomenà "Challenge Henry Groutards", entre 1968 i 1974, "Campionat d'Europa", i a partir de 1975 va passar a anomenar-se Campionat del Món